# Cabinet du Rwanda

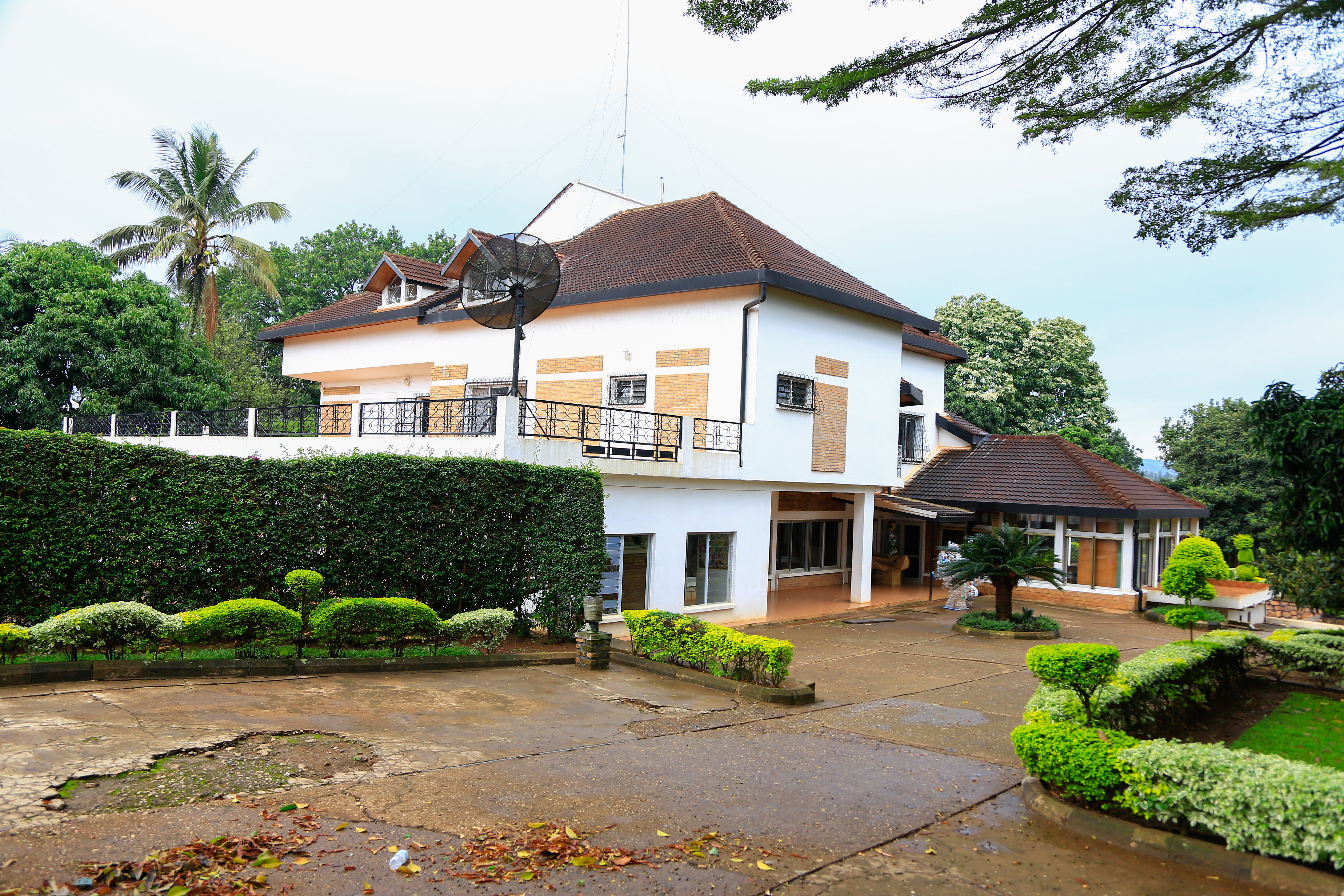
La maison de l’ancien président du Rwanda avant le génocide Habyarimana.

Le Cabinet du Rwanda est composé du Premier ministre, des ministres, des ministres d'État et d'autres membres nommés par le président. Les membres du Cabinet sont choisis parmi les organisations politiques en fonction du nombre de sièges qu'ils détiennent à la Chambre des députés, mais les membres du Cabinet ne peuvent pas eux-mêmes appartenir à la Chambre.

## Équilibre entre les sexes
Le cabinet en 2018 est composé à 50 % de femmes faisant du Rwanda, avec l'Éthiopie, les deux seuls pays africains à avoir l'égalité des sexes dans leurs gouvernements. Le président Paul Kagame a réduit le nombre de membres du cabinet de 31 à 26 en octobre 2018.

## Membres du Cabinet (situation au1ermars 2020)
| Fonction                                                          | Nom                         |
| ----------------------------------------------------------------- | --------------------------- |
| Premier ministre                                                  | Édouard Ngirente            |
| Ministre du Gouvernement local (Minaloc)                          | Anastase Shyaka             |
| Ministre de l'Agriculture et des Ressources animales              | Gérardine Mukeshimana       |
| Ministre des Affaires étrangères et de la Coopération             | Vincent Biruta              |
| Ministre des Finances et de la Planification économique           | Uzziel Ndagijimana          |
| Ministre de la Défense                                            | Albert Murasira             |
| Ministre de la Justice                                            | Johnston Busingye           |
| Ministre de la Santé                                              | Daniel Ngamije              |
| Ministre auprès du président de la République                     | Judith Uwizeye              |
| Ministre des Affaires du gouvernement                             | Inès Mpambara               |
| Ministre du Commerce et de l'Industrie                            | Soraya Hakuziyaremye        |
| Ministre de l'Éducation                                           | Valentine Uwamariya         |
| Ministre des Infrastructures                                      | Claver Gatete               |
| Ministre des Terres et des Forêts                                 | Francine Tumushime          |
| Ministre de l'Environnement                                       | Jeanne d'Arc Mujawamariya   |
| Ministre des Sports et de la Culture                              | Aurore Mimosa Munyangaju    |
| Ministre des Technologies de l'information et de la communication | Paula Ingabire              |
| Ministre de la Jeunesse                                           | Rosemary Mbabazi            |
| Ministre de la Fonction publique et du Travail                    | Fanfan Rwanyindo Kayirangwa |
| Ministre du Genre et de la Promotion de la famille                | Jeannette Bayisenge         |
| Ministre de la Gestion des catastrophes et des Réfugiés           | Marie-Solange Kayisire      |
| Directeur du Rwanda Development Board                             | Clare Akamanzi              |
| Représentant permanent auprès de l'ONU                            | Valentine Rugwabiza         |

Secrétaires d'État
| Fonction                                                                                         | Nom                      |
| ------------------------------------------------------------------------------------------------ | ------------------------ |
| Secrétaire d'État à l'Agriculture                                                                | Fulgence Nsengiyumva     |
| Secrétaire d'État à la Jeunesse et à la Culture                                                  | Edouard Bamporiki        |
| Secrétaire d'État à l'Enseignement primaire et secondaire                                        | Gaspard Twagirayezu      |
| Secrétaire d'État aux Collectivités locales, chargée des affaires sociales                       | Ignancienne Nyirarukundo |
| Secrétaire d'État à la Justice responsable, chargé des Affaires constitutionnelles et juridiques | Solina Nyirahabimana     |
| Secrétaire d'État à la Santé, chargé de la santé publique et des soins de santé primaires        | Tharcisse Mpunga         |
| Secrétaire d'État aux Finances, chargé de la planification économique                            | Claudine Uwera           |
| Secrétaire d'État aux Finances, chargé du Trésor national                                        | Richard Tusabe           |
| Secrétaire d'État à l'Éducation, chargé des Technologies de l'information et de la communication | Claudette Irere          |